# Curved Air
A Curved Air angol progresszív rock zenekar. 1970-ben alakultak Londonban, a Sisyphus nevű együttes romjain. Pályafutásuk alatt többször is feloszlottak már, 2008 óta újból működik az együttes. Zenéjük a progresszív rock, folk rock és a fúziós jazz keveréke, klasszikus zenei elemekkel. Back Street Luv című daluk 1971-ben tizenkét hétig szerepelt a brit slágerlistán, a negyedik helyen. Nevüket Terry Riley A Rainbow in Curved Air című albumáról kapták.

## Tagok
- Sonja Kristina – ének (1970–1976, 1984, 1988, 1990, 2008–)
- Chris Harris – basszusgitár (2008–)
- Robert Norton – billentyűk (2009–)
- Andy Tween – dob (2017–)
- Grzegorz Gadziomski – hegedű (2019–)
- Kirby Gregory – gitár (1972–1973, 2013–2016, 2019-)

Korábbi tagok
- Darryl Way – hegedű, ének, billentyűk, zongora, dobgép (1970–1972, 1974–1976, 1984, 1988, 1990, 2008–2009)
- Francis Monkman – billentyűk, gitár (1970–1972, 1974, 1990)
- Florian Pilkington-Miksa – dob (1970–1972, 1974, 1990, 2008–2017)
- Rob Martin – basszusgitár (1970; 1990-ben helyettesítő zenész)
- Ian Paul Eyre – basszusgitár (1970–1971)
- Mike Wedgwood – basszusgitár, ének, gitár (1971–1973)
- Eddie Jobson – billentyűk, hegedű (1972–1973; 2009-ben helyettesítő zenész)
- Jim Russell – dob (1972–1973)
- Phil Kohn – basszusgitár (1974–1975)
- Stewart Copeland – dob (1975–1976)
- Mick Jacques – gitár (1975–1976)
- Tony Reeves – basszusgitár, billentyűk (1975–1976)
- Alex Richman – billentyűk (1976)
- Andy Christie – gitár (2008–2009)
- Kit Morgan – gitár (2009–2013, 2016-2018)
- Paul Sax – hegedű (2009–2019)
- George Hudson – gitár (2018-2019)

Kisegítő (helyettesítő) zenészek
- Barry de Souza – dob (1971; Pilkington-Miksa helyét töltötte be)

## Diszkográfia
- 1970	Air Conditioning
- 1971	Second Album
- 1972	Phantasmagoria
- 1973	Air Cut
- 1975	Midnight Wire
- 1976	Airborne
- 2014	North Star